# Камден (Тенеси)
Камден (енгл. Camden) град је у америчкој савезној држави Тенеси.

## Демографија
По попису из 2010. године број становника је 3.582, што је 246 (-6,4%) становника мање него 2000. године.
| Група             | 2000.         | 2010.         |
| Белци             | 3.529 (92,2%) | 3.253 (90,8%) |
| Афроамериканци    | 204 (5,3%)    | 148 (4,1%)    |
| Азијати           | 9 (0,2%)      | 12 (0,3%)     |
| Хиспаноамериканци | 51 (1,3%)     | 115 (3,2%)    |
| Укупно            | 3.828         | 3.582         |